# Mark Hollis (athlétisme)
Pour les articles homonymes, voir Mark Hollis et Hollis.
Mark Hollis (né le 1er décembre 1984) est un athlète américain, spécialiste du saut à la perche. Son record personnel pour cette discipline est de 5,83 m, établi en 2014. Il finit troisième à la Coupe continentale d'athlétisme 2014.
Hollis est triple champion national dans sa discipline, ayant gagné en extérieur en 2010 et en salle en 2011 et 2014. Il représenta son pays aux Championnats du monde d'athlétisme 2011.Il se classa second mondial durant la saison 2014.

## Biographie
Il est éliminé en qualifications des Championnats du monde 2011 de Daegu, avec un saut de 5,35 m.
Son meilleur saut est de 5,83 m réalisé à Landau en 2014. Il termine sur le podium de la Coupe continentale d'athlétisme 2014. Il remporte la médaille de bronze ex æquo lors des Jeux panaméricains de 2015. Le 4 juin 2016, il saute 5,70 m au Lakewood Stadium d'Atlanta : grâce à cette marque, il pourrait être qualifié pour les Jeux olympiques bien qu'il n'ait terminé que quatrième ex æquo des sélections olympiques américaines, le second classé ayant annoncé seulement 5,65 m de record. Cependant certaines sources indiquent que ce dernier aurait franchi peu avant les sélections la barre de 5,72 m, ce qui ferait obstacle à la sélection de Hollis.

## Records personnels
- Saut à la perche en extérieur : 5,83 m (2014)
- Saut à la perche en salle : 5,65 m (2014)

## Titres nationaux
- Championnats des États-Unis d'athlétisme
  - Saut à la perche : 2010
- Championnats des États-Unis d'athlétisme en salle
  - Saut à la perche : 2011, 2014